# Přeštická (Plzeň)
Přeštická je ulice na Jižním Předměstí v plzeňském městském obvodě Plzeň 3. Spojuje ulici U Trati s Třebízského ulicí. Pojmenována je podle města v okrese Plzeň-jih Přešticích. Je obklopená tratí č. 183 (Plzeň - Klatovy - Železná Ruda) a sportovními středisky. Veřejná doprava ulicí neprojíždí, situována je do Doudlevecké ulice, která je obsluhována trolejbusy v zastávce Zimní stadion. Autobusová doprava obsluhuje ulici U Trati, konkrétně zastávku Radobyčická. Vlaková doprava je dostupná přímo v ulici. Nachází se zde železniční stanice Plzeň zastávka, odkud je možné jet rychlíky do Železné Rudy přes Klatovy nebo do Prahy přes Beroun. Ve výpravní budově se konají kulturní akce, pořádají výstavy a provozuje kavárna.